# Geometrische methode
De geometrische methode is in de vroegmoderne filosofie en in de natuurkunde de bewijsvoering in de stijl van Euclides van Alexandrië. De vroegste pogingen en wensen tot een bewijsvoering in deze trant in de filosofie zijn te vinden in sommige werken van René Descartes en worden later op verschillende wijzen uitgewerkt door onder meer Baruch Despinoza, Ehrenfried Walther von Tschirnhaus en Christian Wolff.
Beroemde werken die volgens de geometrische methode geschreven zijn, naast de Elementen van Euclides in de meetkunde, de Ethica ordine geometrico demonstrata van Spinoza in de wijsbegeerte en de Philosophiae Naturalis Principia Mathematica (1687) van Isaac Newton in de natuurkunde.

## De methode
Een bewijsvoering volgens de Euclidische methode begint met definities en axioma's. Deze beweringen worden voorondersteld evident te zijn. In Spinoza's conceptie zijn definities uitspraken over bijzondere zaken, terwijl axioma's uitspraken zijn over eeuwige waarheden. 
Uit deze definities en axioma's worden proposities afgeleid en bewezen. Alle afgeleide proposities behoren noodzakelijkerwijs te volgen uit de gegeven postulaten of axioma's. De structuur van de meeste werken in deze stijl is dus grofweg als volgt:
1. Een verzameling definities, postulaten en axioma's
2. Stellingen (proposities, propositio) met bewijsvoeringen (demonstratio) en toelichtingen (scholium)

## Herkomst en invloed
Bij de aanvang van de moderne tijd ontstond er een groot verlangen naar zekere kennis en onbetwijfelbare waarheid. De methode van de Scholastici, die op de logica en metafysica van Aristoteles gebaseerd waren, zijn deels speculatief van aard en werden in steeds grotere mate betwijfeld. Een voorbeeld hiervan is te vinden in Descartes' radicale twijfel, die hem leidt tot de conclusie: "(Dubito, ergo) cogito, ergo sum" ofwel (ik twijfel, dus) ik denk, dus ik besta. Andere bekende onbetwijfelbare principes zijn onder meer het principium non contradictionis, tertium non datur en het principe van de toereikende grond.
Met dergelijke principes is een eerste evidente waarheid verzekerd en lijkt de weg geopend naar de constructie van een kennissysteem op grond van deze zekerheden. Daarbij rees echter de vraag welke methode daarvoor de juiste, ofwel de meest zekere is. De argumentatieve stijl van de wiskunde werd tot het hoogste ideaal voor de metafysica en alle bestaande bijzondere wetenschappen, zoals ethiek, psychologie, natuurkunde en theologie.
Voor een groot deel blijkt het echter bij stijl gebleven te zijn: in wezen bleef de bewijsvoering deductief. Dit leidde vaak tot moeilijk leesbare teksten met omslachtige redeneerconstructies. De Italiaanse filosoof Giambattista Vico (1668-1744) bekritiseerde de meetkundige methode van Descartes in zijn boeken De Italorum Sapientia en de Scienza Nuova: toepassing van de methode moest beperkt worden tot de exacte wetenschappen. Ook Immanuel Kant bekritiseert het gebruik van mathematische methoden in de filosofie in het laatste deel van zijn Kritik der reinen Vernunft: filosofen moeten zich beperken tot analytische, explicatieve uitspraken, terwijl wiskundigen zich volgens Kant moeten beperken tot synthetische, demonstratieve uitspraken; de "dogmatische methode" (zoals Kant de geometrische methode noemt) is volgens hem daarom niet bruikbaar in de filosofie. Rond het begin van de 19e eeuw wordt de methode als filosofiestijl dan ook verlaten. Desalniettemin bezitten sommige teksten die in deze stijl geschreven zijn een helderheid die in menige filosofische tekst ontbreekt. De bewijsvoeringen zijn soms omslachtig of circulair, maar vaak ook doordacht en diep.

## Latere varianten
De Principia Mathematica (1910-1913, 1927) van Alfred North  Whitehead en Bertrand Russell vormt een logisch systeem van axioma's en afgeleide stellingen. De Tractatus Logico-Philosophicus (1921/1922) van Wittgenstein bestaat uit basisuitspraken en genummerde beweringen, maar vormt geen logisch geheel.